# Henryk Grodziecki

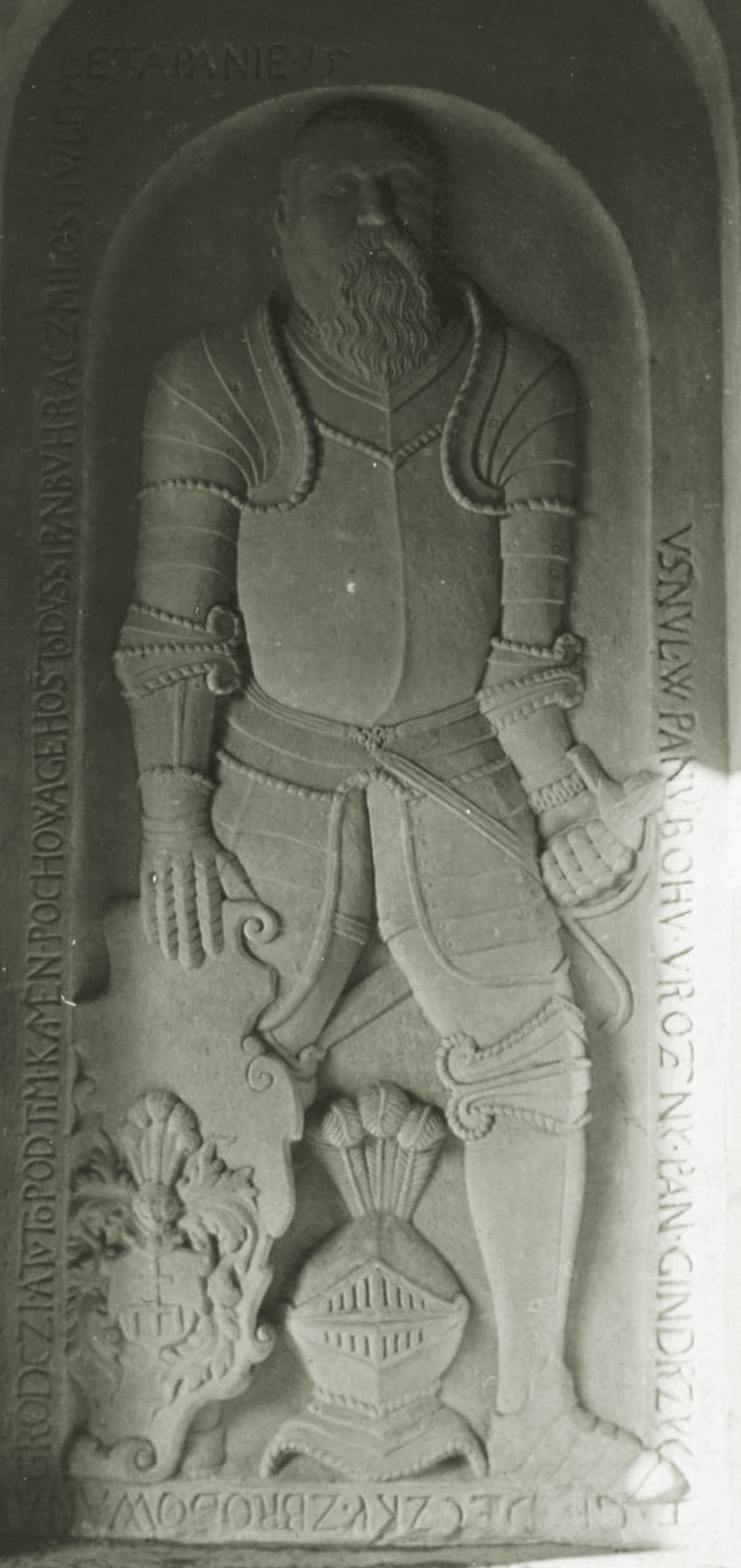
Płyta nagrobna Henryka Grodzieckiego zm. 1587

Henryk Grodziecki (Jindrzych, Ondrzej) herbu Radwan (zm. 1587) – hetman cieszyński.
Pochodził z rodziny Grodzieckich herbu Radwan, jednej z nielicznych w tym czasie katolickich rodzin szlacheckich na Śląsku Cieszyńskim. Był synem Macieja Grodzieckiego, starosty cieszyńskiego, i jego żony Heleny (Aleny), pochodzącej albo z rodu Starowiejskich ze Starej Wsi (jak podaje Bartosz Paprocki) albo z Bibersteinów ze Starej Wsi (jak podaje dokument księżnej Katarzyny Sydonii z 1591 roku). Braćmi Henryka byli Jan, biskup ołomuniecki, i Wacław, proboszcz brneński i autor mapy Polski z 1562 roku.
Ojciec Henryka zmarł przed 1560 rokiem. W 1560 roku matka przekazała Henrykowi trzecią część swojego majątku. W 1570 roku w Grodźcu Henryk wraz ze swoimi braćmi Janem i Wacławem dokonał podziału rodzinnego majątku. W 1573 roku definitywnie sprzedał Grodziec braciom. Jednak już w 1574 roku po śmierci Jana Henryk stał się właścicielem całego Grodźca.
Henryk był dwukrotnie żonaty. Po raz pierwszy ożenił się z Zofią Marklowską z Żebraczy, zmarłą krótko po około 1571 roku. Przed 1578 roku ożenił się powtórnie z Zofią Tschammerówną z Iskrzyczyna, jak się przypuszcza córką Jerzego, pana na Małej Rudzicy.
Z pierwszego małżeństwa pochodzili:
- Piotr, kanonik ołomuniecki,
- Ludwik, kanonik ołomuniecki,
- Fryderyk, zm. 1591,
- Krzysztof, ur. ok. 1571, zm. 1622, hetman cieszyński w latach 1610–1613,
- Ludmiła, żona Jana Lhotskiego z Lhoty.

Z drugiego małżeństwa pochodziły:
- Anna,
- Helena.

Henryk pochowany został w grodzieckim kościele, będącym jego fundacji. Trumnę przykryła kamienna płyta epitafijna, zachowana do dziś. Napis na płycie w języku staroczeskim brzmi: LETA PANIE 15.. USNUL W PANU BOHU UROZENY PAN JINDRZYCH GRODECZKY Z BRODOW A NA GRODCZI A TU TO POD TIM KAMEN POCHOVA JEHOSTO DUSSI PAN BUH RACZ MILOSTIW BITY.